# 武並神社
武並神社（たけなみじんじゃ）は、岐阜県恵那市に合計7社がある。ここでは恵那市大井町の武並神社を主に記述する。旧社格は郷社。

## 武並七社と武並十二社
鎌倉時代初期から戦国時代末期まで恵那郡の中西部を領地とした岩村遠山氏は武並神社を氏神としたため恵那郡内に計12社があった。
恵那市内には他にも岩村町、武並町竹折、武並町藤、長島町久須見、三郷町野井、三郷町佐々良木に武並神社があり武並七社と称する。
また大井町の武並神社の支社として東野、長島町正家、長島町中野、長島町永田、中津川市茄子川の5社も加え、武並十二社とも称していたが、これらの5社は明治以降に他の神社と合祀され現在は存在していない。

## 恵那市大井町の武並神社

### 恵那市大井町の武並神社の祭神
主祭神
- 大己貴神（おおなむちのみこと）
- 誉田別命（ほんだわけのみこと）
- 少彦名命（すくなひこなのみこと）

配神
- 源頼朝
- 源頼家
- 源実朝

### 恵那市大井町の武並神社の歴史
承久2年（1220年）、茄子川・谷武内城主の新田四郎左衛門義晴と、息子の神子母城主の新田淡路守義綱が、鎌倉幕府の三将軍の廟を詣でた際に杉の小株を3本持ち帰り、社殿の西・北・東の3か所に植えて中央に三将軍の像を相殿して併祀したのが始まりと伝わる。
境内には七重の塔・別当寺・宝蔵があったという。境内地は、現在の数倍の面積があって恵那市立恵那東中学校の敷地なども含まれていた。
その後、伊豆国の三島の神官の市川兵庫頭実氏と手向城主の勝甚太夫直定を招いて神務を司ることとし12人の禰覡と12人の巫女を置き、神楽等の神事を行わせた。
新田氏は北条泰時に願い出て、「従一位大師公 武並大権現」の神額を貰い受け、田畠数百町歩の公税の免除を請うた。この収入を歳費に充て、周辺12ヶ村の神となした。
武並神社縁起によると永正8年（1511年） 大井町周辺の神社仏閣は兵火により焼失した。しかし神像は廟主が井戸に隠したことで兵火を免れることができた。鐘もあったが岩村城中に持ち去られた。その鐘は夜間に人を驚かす怪音を出したので岩村城から出されたという。この戦い後に田畑は住民達に掠め取られ、社司・寺僧・禰覡・巫女らは還俗し各地に離散して、昔日の面影は無くなった。
天文7年（1538年）、岩村遠山氏の遠山景前と思われるが、大井町の武並神社に梵鐘を寄進した。その銘には「濃州恵那郡遠山荘大井郷正家村武並大明神之鐘　天文七年戊戌七月十二日鋳之」とあった。
永禄6年（1563年）、遠山景前の子の遠山景任が、家臣で大井城代の藤井常高に社殿の再建を命じた。同年の棟札には、御本尊として千手・十一面聖観音と記されており、当時は本地仏として合併祀されていたことがわかる。
永禄7年（1564年）3月、社殿が完成し、遠山景任は神事を修し猿楽を催した。
巖邑府誌には「御遷宮　十三日酉刻　十箇村の者　不ㇾ知ㇾ数　假殿に相集り、吉慶梵語して道を行き、管絃して大床に御遷宮す。五箇村寺の阿闍梨、圍垣の内に相集り、同じく法要の衆三十一人相俱に集り、同音に伽佗を唱ふ。云々」「又、村々の本願に依つて手向村城主勝内蔵助義重、同子又右衛門義氏、千旦林城主吉村七左衛門尉源斎、同子七左衛門尉氏為、同じく立合して十四日十五日拝殿にて手能あり。役者数六十人」と記述がある。当時は神仏混淆となっていたので、阿闍梨などの仏僧も出席して法要を行ったのである。
美濃御坂越記によれば、「武並大権限(現)　大己貴命　大井村　東野村　正家村　中野村　長(永)田村　近所諸村の宗社トス 岩村城主　遠山某　鎌倉三代将軍ヲ合祭　武並三社トス　建保元年和田合戦ノ後　三浦
畠山氏族等ヲ社務トシテ 㚑尊ヲ祭ラシム　一臈ヨリ十二臈二至ル　神領一万石ニ及ベリト云　天正二年　兵火ニ灰燼ト成テ　社司社僧逃亡シ　殿舎古跡ノミ存セリ」
「天正初迄ハ　遠山庄の宿中ニシテ　岩村ト同繁昌ノ地ニシテ　御所平　御所ノ前ト云所アリ　中昔ニハ宮方座シケルト云　古蹟多ケレトモ所伝失ス　天正ニ　秋山伯耆守　鐘ヲ奪ヒテ城中ノ軍器トス　今ハ城下ノ寺ニアリ」
武並神社縁起には永正8年とあり、美濃御坂越記では天正2年とあるが、内容がほぼ一致しており、天正2年(1574年)の武田勝頼による東濃侵攻の際に恵那郡の寺社は悉く焼討・破壊されていることから、天正2年であることはほぼ間違いない。
明暦元年(1655年)、尾張藩は、庄屋の井ノ口伊兵衛義次を幹事として、武並神社の森林の一部を羽伐して橋梁の材とした。尾張藩主の徳川光友は大井村に黄金十両を下賜してこれを賞した。
井ノ口伊兵衛義次は、十余年間積み立てた結果、百余両となったので、氏子達と相談して、寛文11年（1671年）冬に社殿の修復工事にかかり、寛文12年(1672年)に完成した。修復された社殿は丹塗で、眩いばかりの美しさであったという。丹塗の跡は、今もかすかに社殿に残っている。軸部斗栱、繋虹梁、蟇股、その他木鼻の部分は室町時代末期のものと思われ、縁周り、内外陣境、屋根妻飾などは寛文年間の修理の物であろうと言われている。
延宝元年（1673年）黄檗宗の僧の通源禅徳が尾張国志段見村（現在の名古屋市守山区）で廃寺となっていた東禅寺を武並神社の境内に移した。その後、江戸時代を通じて2回焼失の憂き目にあったが廃絶することなく法灯を伝え、明治時代に恵那三十三観音が改組した際には二番札所となった。
大正3年（1914年）に、東禅寺は、武並神社の境内を離れて現在地に移転した。跡地は恵那東中学校となっている。寺宝として武並神社の本地仏であったと伝わる室町時代の作とみられる十一面観音座像を所蔵しており、恵那市の有形文化財に指定されている。
また近くにある長国寺の寺宝である、十一面観音・千手観音・聖観音は、永禄7年(1564年)に尾張熱田の仏師 栗原宗左衛門尉明貞の作で、元は恵那市大井町の武並神社で祀られていたが、慶応4年(1868年)の神仏分離令によって長国寺に移された仏像である。

### 恵那市大井町の武並神社の例祭
- 10月第2日曜日：道笛祭り

### 指定文化財・天然記念物

#### 国指定重要文化財
- (建造物)　武並神社本殿（附 銘札2枚、棟札1枚)　昭和38年(1963年)指定[11]

### 恵那市大井町の武並神社の現地情報
所在地
- 岐阜県恵那市大井町字森1101

大井町の武並神社の交通アクセス
- 最寄駅：JR中央本線及び明知鉄道恵那駅下車後、車で約10分

## 恵那市岩村町の武並神社
主祭神
- 大己貴神（おおなむちのみこと）
- 誉田別命（ほんだわけのみこと）
- 少彦名命（すくなひこなのみこと）

配神
- 遠山景朝

### 岩村町の武並神社の歴史
建立は岩村藩神社調べに延久元年（1069年）鎮座と記されているが、父の加藤景廉を配神として祀る岩村城内にあった八幡神社建立の少し後、鎌倉時代末期、或いは室町時代初期の建立と考えられている。
元は岩村町の武並山の山頂に鎮座し、町の西方から町を見守る氏神として町民の信仰を集め、八幡神社は武士の神、武並神社は町民の神とされていた。
寛永8年（1631年）岩村藩主松平乗寿が、八幡神社を壮大な社殿に改築し、景朝が武並神社から神輿に乗って八幡神社の父の景廉に会いに行く、それに大勢の町民が供奉するという神輿渡御行列を創始した。
この行事は、岐阜県無形文化財に指定されている。
大正4年(1915年)9月、武並山頂より現在の岩村町内の地へ遷宮して現在に至っている。

### 指定文化財・天然記念物

#### 恵那市指定文化財
- （史跡）旧武並神社跡（岩村町武並山上に所在）[12]
- （工芸品）神輿（岩村町武並神社）[13]
- （工芸品）古神輿（岩村町武並神社）[14]※岩村町歴史資料館にて保管
- （古文書）寛永棟札（岩村町武並神社）[15]※岩村町歴史資料館にて保管

## 恵那市三郷町野井の武並神社
祭神
- 大己貴神（おおなむちのみこと）
- 誉田別命（ほんだわけのみこと）
- 少彦名命（すくなひこなのみこと）

例祭
十月十日
山車・笹踊・狂言・重箱獅子を奉納したと伝わっている。
境内社
- 御鍬神社
- 白山神社
- 神明神社
- 若宮神社

### 野井の武並神社の歴史
万治2年（1659年）9月に岩村藩主の丹羽氏定の弟で、兄の氏定より恵那郡の野井村と藤村の一部の1,000石を分知されて旗本となっていた丹羽氏春(勘兵衛)の創建と伝わる。
しかし正保2年(1645年)の村絵図には武並神社に書かれていることから、万治2年以前に建立されていたことは明らかである。
その後、天和3年(1683年）6月、丹羽氏右(権兵衛)が再建とある。
明治40年1907年）3月27日、神饌幣帛料供進社となり、
明治41年1908年）12月26日、会計法適用神社となった。

### 指定文化財・天然記念物

#### 恵那市指定文化財
- （無形民俗）重箱獅子（三郷町野井の武並神社）例祭10月10日に奉納

その由来については、徳川家康が武田氏と戦って敗れ、野井村まで逃げてきた際、ちょうど武並神社の大祭で酒宴の最中であった。興に乗った村人は重箱を頭に載せ、袱紗を被って獅子舞のまねをしていた。家康もこの村人の踊りの中に入って踊り、武田勢の追手から逃れることができた。という言い伝えがある。

## 恵那市三郷町佐々良木の武並神社
主祭神
- 大己貴神（おおなむちのみこと）
- 誉田別命（ほんだわけのみこと）
- 少彦名命（すくなひこなのみこと）

例祭
10月第二日曜日

### 佐々良木の武並神社の歴史
天正3年（1575年）、足立氏が氏神を祀ったことに始まる。
慶長4年（1599年）11月2日、足立新五郎が勧請。
慶長19年（1614年）8月、足立新五郎が、武並十一面観世音菩薩を奉建立。
万治3年（1660年）庚子、足立長彌が、武並神社十一面観世音菩薩を奉る。
寛永3年（1626年）9月、足立五助が、武並大権現を奉造立。
寛永13年（1636年）2月、足立長右衛門が、鳥居諸願成就所を奉る。
延宝8年(1680年）9月、足立彦右衛門が、武並大権現の上葺を奉る。
元禄17年(1704年）吉祥、佐々良木村中で、武並大権現の上葺を奉る。
別当寺として真言宗の南陽山 神護寺があったが、明治初年に廃寺とされた。

## 恵那市武並町竹折の武並神社
祭神
- 大己貴神（おおなむちのみこと）
- 誉田別命（ほんだわけのみこと）
- 少彦名命（すくなひこなのみこと）

建武2年(1335年)岩村城主の命により創建されたと伝わる。
慶安3年(1650年)　市川源太郎　他3人で再建
寛永5年(1628年)と宝永2年(1705年)の棟札があるが、本殿の様式から宝永年間に該当すると見られる。
工匠は、後藤三郎四郎とある。

### 境内社
- 白山神社　祭神　伊邪那岐命・伊邪那美命・菊理姫神、寛文11年(1671年) 　当村氏子惣代が創立。
- 神明神社　祭神　天照大神、由緒は、竹折の武並神社と同じ　渡邉九右衛門が創立。

## 恵那市武並町藤の武並宮
藤村(ふじむら)では、村人から氏神として「武並宮」と呼ばれている。
祭神
- 大己貴神（おおなむちのみこと）
- 誉田別命（ほんだわけのみこと）
- 少彦名命（すくなひこなのみこと）

岩村城主の命により建武2年(1335年)8月創立、天正15年(1587年)3月葺替、享保19年(1734年)4月再建。
貞享4年(1687年)5月27日の棟札がある。「武並大権現再造営、願主、遠山庄　藤村　渡邉喜太郎、大工　藤原朝臣　美劦　同郡岩村　紀岡加兵衛外二名　貞享四次丁卯歳　五月二十七日」と記されている。
享保13年(1728年)作の石灯籠がある。

### 境内社
- 神明社　祭神　天照大神、享保19年(1734年)4月15日　庄屋の渡邉彦右衛門が創建と明治時代の神社調べに出ているが、元禄16年(1703年)の村差出帳に脇宮神明が記されている。祠は、縦　一間一尺、横　四尺二寸。
- 白山社　祭神　伊邪那岐命・伊邪那美命・菊理姫神、天保7年(1836年) 葺替が行われている。

## 恵那市長島町久須見の武並神社
祭神
- 大己貴神（おおなむちのみこと）
- 誉田別命（ほんだわけのみこと）
- 少彦名命（すくなひこなのみこと）

久須見の武並神社の拝殿は舞台造となっている。現在は神明社など末社が7社ある。
創建時期は不明であるが、寛永11年(1634年)に再興と伝わる。
上の階段は、安政3年(1856年)念仏連中が寄進したものである。
明治元年に神仏分離令が出るまで、久須見の武並神社の祭事は、かつて付近に存在した和合院という別当寺が務めていた。